# Nāḩiyat Kafr Takhārīm
Nāḩiyat Kafr Takhārīm (arabiska: ناحية كفر تخاريم) är ett subdistrikt i Syrien.   Det ligger i provinsen Idlib, i den nordvästra delen av landet, 290 km norr om huvudstaden Damaskus.
Trakten runt Nāḩiyat Kafr Takhārīm består till största delen av jordbruksmark. Runt Nāḩiyat Kafr Takhārīm är det ganska tätbefolkat, med 179 invånare per kvadratkilometer.